# 利斯涅 (利京區)
49°27′39″N 28°0′15″E / 49.46083°N 28.00417°E
利斯涅（烏克蘭語：Лісне），是烏克蘭的村落，位於該國西南部文尼察州，由文尼察區負責管轄，始建於1480年，面積0.04平方公里，海拔高度284米，2001年人口99，人口密度每平方公里2,828.57人。